# Казковий вечір
«Казковий вечір» — дитяча щотижнева повнокольорова газета, що видається українською мовою.
Заснована ТОВ «Видавничий Дім „Казковий вечір“».
Перший номер вийшов у світ 24 серпня 2000 року.
Газета виходить обсягом 8 шпальт формату А3 на офсеті, кольоровість 4+4.
 Географія розповсюдження — Україна, надходять листи читачів з Росії, Німеччини, Іспанії, Португалії, Канади. Щотижневий наклад коливається від 18 000 до 72 000 примірників. Загальний наклад за 10 років склав понад 11 000 000 примірників.
Головна ідея — допомогти дітям увійти у світ читання. Основний тематичний матеріал  — 7 казок на 7 днів тижня, які проілюстровані художниками саме для цього видання. Рекомендована Українською Спілкою Професійних Учителів. Художниками та дизайнерами створено власну образотворчу стилістику та декілька десятків шрифтів. Усі казки обробляються відповідно до вікових особливостей сприйняття читачів і з урахуванням рекомендацій психолога газети.
На сторінках — ілюстровані казки (народні, авторські та дитячі), пізнавальні рубрики: «Таємниці Всесвіту», «Лапи, крила та хвости», «Справжнє диво», «Пояснючка», «Пальчики оближеш», «Невгамовний пензлик», «Спортмайданчик», «Веселинка» — поради психолога, кросворди, розвиваючі завдання та конкурси з призами.
Авторами концепції та дизайну газети були дизайнер Трубніков Єгор та головний художник Федосенко Євген.
Співавтор концепції та головний редактор із першого дня й донині є Суворова Людмила.
Газета перші декілька років підтримувалась телеканалом «Інтер» та його президентом Олександром Зінченко.

## Нагороди
2000 рік — видання отримало нагороду в галузі журналістики «Золоте перо» в номінації «Найкраща газета для дітей».
2002 рік — 2 номінації «Найавторитетніший дитячий тижневик України».[джерело?]